# Helicina rostrata
Helicina rostrata es una especie de molusco gasterópodo de la familia Helicinidae en el orden de los Archaeogastropoda.

## Distribución geográfica
Se encuentra en Guatemala y Nicaragua. 